# The Runaways
The Runaways byla americká dívčí rocková skupina, hrající v druhé polovině sedmdesátých let 20. století. Skupina vydala dvě studiová alba, na kterých byly i jejich největší hity jako "Cherry Bomb" nebo "Queens of Noise".

## Členové
| Doba                      | Sestavy | Vydání |
| ------------------------- | --- | --- |
| 5. srpen–říjen 1975       | - Sandy West – bicí, perkuse - Joan Jett – kytara, back-zpěv - Micki Steele – zpěv, baskytara                                                                      | - Born to Be Bad (rec. August 1975) |
| Říjen 1975                | - Sandy West – bicí, perkuse - Joan Jett – rythm-kytara, back-zpěv - Lita Ford – lead-kytara - Micki Steele – zpěv, baskytara                                      | - žádný |
| Listopad 1975             | - Paul Goldwin – zpěv - Sandy West – bicí, percuse - Joan Jett – rythm-kytara, back-zpěv - Lita Ford – lead-kytara - Peggy Foster – baskytara                      | - žádný |
| Listopad–prosinec 1975    | - Sandy West – bicí - Joan Jett – kytara, zpěv - Lita Ford – kytara - Peggy Foster – baskytara - Cherie Currie – zpěv, perkuse                                     | - žádný |
| Prosinec 1975–červen 1977 | - Sandy West – bicí - Joan Jett – rythm-kytara, back-zpěv - Lita Ford – lead-kytara - Jackie Fox – baskytara - Cherie Currie – zpěv, perkuse                       | - The Runaways (rel. 16 March 1976) Live in Cleveland (rec. 19 July 1976) Queens of Noise (rel. 3 December 1976) Live in Japan (rec. 12 June 1977) |
| Červen–červenec 1977      | - Sandy West – bicí - Joan Jett – baskytara, back-zpěv - Lita Ford – kytara - Cherie Currie – zpěv, perkuse                                                        | - žádný |
| Červenec–srpen 1977       | - Sandy West – bicí, back-zpěv - Joan Jett – rythm-kytara, back-zpěv - Lita Ford – lead-kytara - Victory Tischler-Blue – baskytara - Cherie Currie – zpěv, perkuse | - žádný |
| Srpen 1977–září 1978      | - Sandy West – bicí, perkuse, zpěv - Joan Jett – zpěv, rythm-kytara - Lita Ford – lead-kytara - Victory Tischler-Blue – baskytara                                  | - Waiting to the Night (rel. 07 October 1977) And Now… (rel. 16 December 1978)                                                                     |
| Září 1978–duben 1979      | - Sandy West – bicí, perkuse - Joan Jett – zpěv, rythm-kytara - Lita Ford – lead-kytara - Alecia McGranaghan – baskytara                                           | - žádný |

## Diskografie
- The Runaways (1976)
- Queens of Noise (1977)
- Live in Japan (1977)
- Waitin' for the Night (1977)
- And Now... The Runaways (1978)
- Flaming Schoolgirls (1980)
- Little Lost Girls (1981)
- I Love Playin' With Fire (1982)
- The Best Of The Runaways (1982)
- Born to be Bad (1991)
- Neon Angels (1992)
- The Runaways featuring Joan Jett and Lita Ford (1997)